# リーマン多様体
微分幾何学におけるリーマン多様体（リーマンたようたい、英: Riemannian manifold）とは、可微分多様体のうちその各点に基本計量テンソル g が与えられるものを言う。ベルンハルト・リーマンによって導入された。

## はじめに
リーマン多様体の考え方は1828年にカール・フリードリヒ・ガウスが証明した『Theorema Egregium』までさかのぼる。この定理は曲面の曲率(厳密にはガウス曲率)が、曲面が三次元空間にどのように埋め込まれるかに依存せず、単に角度や長さを定める計量テンソルにのみ依存するというものである。ガウスの弟子であったリーマンはガウスの定理を多様体と呼ばれる高次元空間に拡張した。この応用として、アルベルト・アインシュタインが相対性理論においてリーマン多様体の考え方を利用している。
リーマン距離とは多様体上の各点に与えられた計量テンソルにより、点と点を結ぶ距離を多様化したものである。リーマン距離を用いると、角度や曲線の長さなどの幾何的性質が多様体上で定義可能である。

## 概要
滑らかな多様体M上の接束(接ベクトル空間の非交叉和集合)の元は多様体の各点に接ベクトル空間を対応させるような対応だと考えられる。おのおのの接ベクトル空間には内積が定義可能である。接束上の内積の集まりを滑らかに多様化すると、接ベクトル空間上で個々の点においてのみ定義されていた内積を多様体上の有限領域のおける類似表現に拡張することができる。例えば滑らかな曲線α(t): [0, 1] → Mが接ベクトル空間TM(α(t0))上の接ベクトルα′(t0) (t0 ∈ (0, 1))を持つとする。このとき、各々の接ベクトルにおいて自分自身との内積によってノルム‖α′(t0)‖が定義できるとするならば、曲線αの長さL(α)は次のように表される。
{\displaystyle L(\alpha )=\int _{0}^{1}{\|\alpha '(t)\|\,\mathrm {d} t}.}
この式においてα(t)の[0, 1]上での連続性からL(α)がこの曲線の長さとして表される。多くの場合において、線形代数的な考え方を微分幾何に応用する場合、この滑らかさという考え方は非常に重要である。
Rn上の部分多様体がリーマン計量gを持つ場合、gは各々の接ベクトル空間におけるRn上の内積から制限される。実際、ナッシュの埋め込み定理に従えば、全てのリーマン多様体は、このようにRn上の内積を何らかの方法で多様体上に写すことで実される。ある滑らかな部分多様体上で、Rnからの内積で距離が定義されるとすると、多様体上に等距離性が自然に導入される。この定義は理論的に不十分なところもあるが、リーマン幾何学を幾何学的な直感に基づいて理解しようとする場合には非常に役立つものである。

### 距離空間としてのリーマン多様体
リーマン多様体は距離空間と見ることができる。連続かつ微分可能な曲線γ: [a, b] → M がリーマン多様体 M 上で与えられるとき、この曲線の長さ L(γ) は次のように表される。
{\displaystyle L(\gamma )=\int _{a}^{b}\|\gamma '(t)\|\,\mathrm {d} t.}
この定義において、全ての連結リーマン多様体 M は距離空間となり、点xおよび点yとの距離 d (x, y) は
d (x,y) = inf { L(γ) : γ は x と y を結ぶ連続的に微分可能な曲線 }
と与えられる。リーマン多様体上では、異なる2点 x と y を結ぶ線は多くの場合「曲線」であるわけだが、局所的に見て、最短距離で点と点を結んでいるという点においては「直線」であると考えることもできる。多様体がコンパクトであるという前提をおくと、任意の2点 x および y について長さ d (x, y) の接続を考えることができる。もしコンパクト性がない場合には、最短距離が決まらない可能性があり、これは真ではない。
なお、リーマン計量 g が正定値の場合には、これにより定まる内積が距離を与えることは明らかである。g が正定値ではないが非退化 (行列でいうところの正則行列) であるならば、この計量を擬リーマン計量とよぶ。この擬リーマン計量は相対性理論において用いられるミンコフスキー空間をなすための重要な考え方である。

### 性質
リーマン多様体において、測地的なコンパクト性やトポロジーのコンパクト性、距離のコンパクト性というのは同義であり、Hopf-Rinowの定理を示唆するものである。

## リーマン計量
M を n 次元可微分多様体とする。M 上のリーマン計量とは次のような（正定値）内積
{\displaystyle g_{p}\colon T_{p}M\times T_{p}M\longrightarrow \mathbf {R} ,\qquad p\in M}
の族である。M 上のすべての可微分ベクトル場 X, Y に対して、
{\displaystyle p\mapsto g_{p}(X(p),Y(p))}
は滑らかな関数 M → R を定義する。
言い換えると、リーマン計量 g は正定値（すなわちすべての接ベクトル X ≠ 0 に対して g(X, X) > 0 である）対称 (0, 2)-テンソルである。
n 個の実数値関数 x1,x2, ..., xn によって与えられる、多様体 M 上の局所座標系において、ベクトル場
{\displaystyle \left\{{\frac {\partial }{\partial x^{1}}},\dotsc ,{\frac {\partial }{\partial x^{n}}}\right\}}
は M の各点において接ベクトルの基底を与える。この座標系に関して、計量テンソルの成分は、各点 p において、
{\displaystyle g_{ij}(p):=g_{p}{\Biggl (}\left({\frac {\partial }{\partial x^{i}}}\right)_{p},\left({\frac {\partial }{\partial x^{j}}}\right)_{p}{\Biggr )}.}
同じことだが、計量テンソルは余接束の双対基底 {dx1, …, dxn} のことばで次のように書くことができる。
{\displaystyle g=\sum _{i,j}g_{ij}\mathrm {d} x^{i}\otimes \mathrm {d} x^{j}.}
この計量が与えられた多様体 (M, g) がリーマン多様体 (Riemannian manifold) である。

### 例
- {\displaystyle {\frac {\partial }{\partial x^{i}}}} を ei = (0, …, 1, …, 0) と同一視すると、開集合 U ⊂ Rn 上の標準計量が、

{\displaystyle g_{p}^{\mathrm {can} }\colon T_{p}U\times T_{p}U\longrightarrow \mathbf {R} ,\qquad \left(\sum _{i}a_{i}{\frac {\partial }{\partial x^{i}}},\sum _{j}b_{j}{\frac {\partial }{\partial x^{j}}}\right)\longmapsto \sum _{i}a_{i}b_{i}}
で定義される。すると、g はリーマン計量で、
{\displaystyle g_{ij}^{\mathrm {can} }=\langle e_{i},e_{j}\rangle =\delta _{ij}}
である。この計量を持った Rn は次元 n のユークリッド空間と呼ばれ、gijcan は（標準）ユークリッド計量と呼ばれる。
- (M, g) をリーマン多様体、N ⊂ M を M の部分多様体とすると、g の N に接するベクトルへの制限は、N 上のリーマン計量を定義する。
- より一般的に、f: Mn→Nn+k をはめ込み(immersion)とする。N がリーマン計量を持っていれば、f は引き戻し（英語版）(pullback)を通して、M 上のリーマン計量を誘導する。

{\displaystyle g_{p}^{M}\colon T_{p}M\times T_{p}M\longrightarrow \mathbf {R} ,}
{\displaystyle (u,v)\longmapsto g_{p}^{M}(u,v):=g_{f(p)}^{N}(T_{p}f(u),T_{p}f(v)).}
すると、これは計量である。正定値性は、はめ込みの微分の単射性から従う。
- (M, gM) をリーマン多様体、h:Mn+k→Nk を微分可能写像、q∈N を h の正則値（微分 dh(p) がすべての p∈h−1(q) に対して全射）とする。すると、h−1(q)⊂M は M の n 次元部分多様体である。したがって、h−1(q) は包含から引き起こされるリーマン計量を持っている。